# Wrestling Observer Hall of Fame

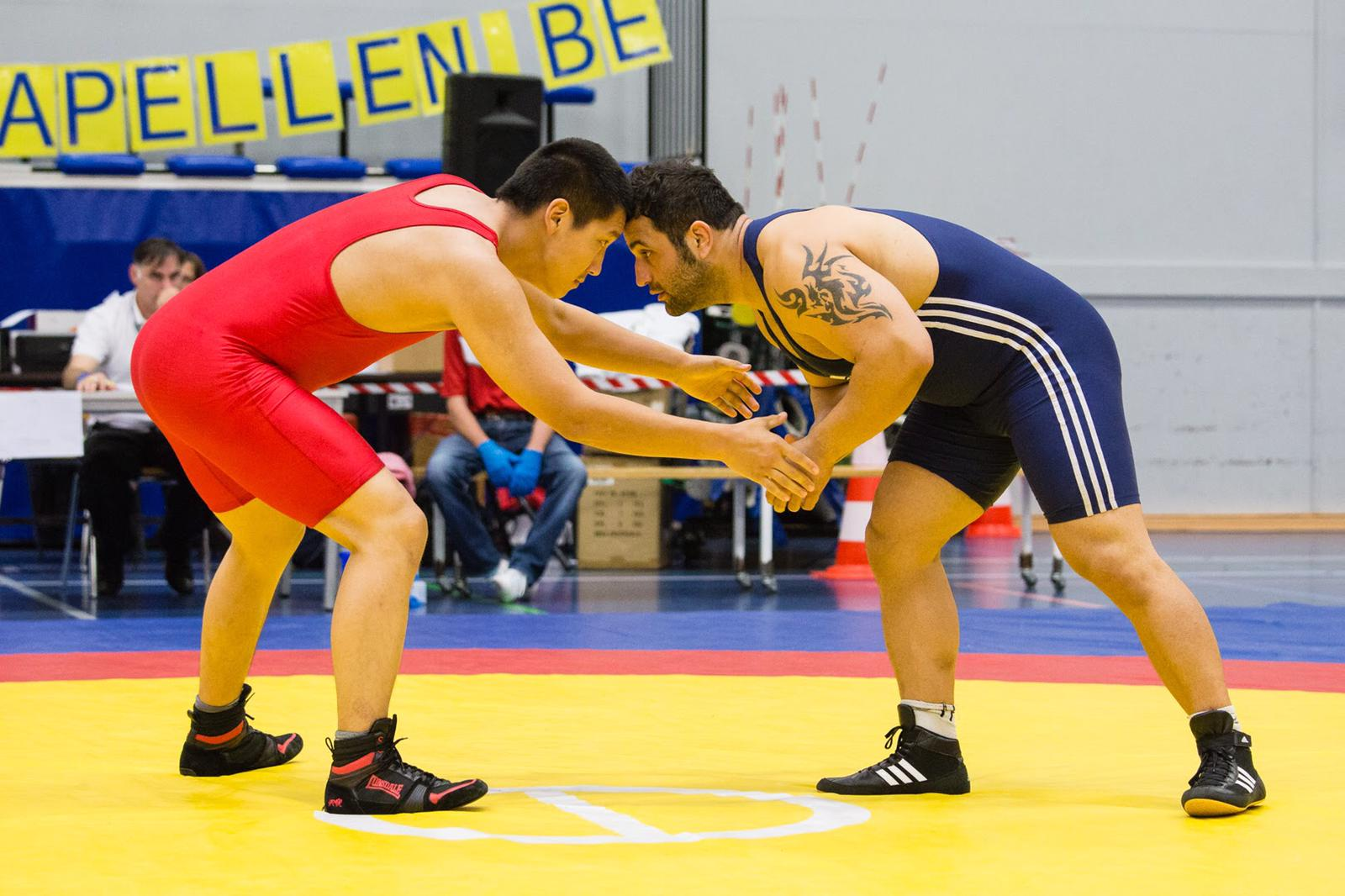
Catcheurs en action.(Titre de ceinture d'or Belgique 2015)

Le Wrestling Observer Hall of Fame est une institution symbolique destinée, dans la tradition des Hall of Fame sportifs américains, à honorer les personnalités qui ont le plus marqué ou influencé l’industrie du catch professionnel.
Il a été fondé en 1996 par le journaliste spécialisé et historien du catch Dave Meltzer, rédacteur et éditeur de la Wrestling Observer Newsletter. Il n’existe ni lieu physique qui accueille ce Hall of Fame, ni cérémonie d’intronisation, ni décoration offerte aux membres.
Il est l’un des trois principaux Hall of Fame indépendants consacrés au catch avec le George Tragos/Lou Thesz Professional Wrestling Hall of Fame et le Professional Wrestling Hall of Fame and Museum. Bien que moins connu que le Hall of Fame de la WWE et ne faisant pas l’objet d’une cérémonie, il est pris très au sérieux par le milieu et ses fans en raison des critères d’admissibilité très stricts et de l’universalité des noms intronisés.

## Processus d’admissibilité
En raison de la nature unique du catch, les critères habituels d’admissibilité dans un Hall of Fame sportif, basés essentiellement sur le palmarès, ne peuvent s’appliquer à un sport dont les résultats sont prédéterminés. Les critères choisis ici sont donc le talent sur le ring, la capacité à attirer le spectateur, la notoriété (même au niveau régional seulement), l’influence (positive) à moyen et long terme et la longévité.
Est admissible toute personnalité du monde du catch, sur le ring ou travaillant en coulisses, vivante ou morte, tel que catcheur, manager, entraîneur, promoteur, commentateur, etc. Tous les pays et toutes les époques peuvent, et de fait sont, représentées.
Enfin, pour permettre de juger l’importance d’une carrière avec le recul nécessaire pour les personnes toujours en activité, ne sont admissibles que ceux qui ont au minimum 15 ans d’expérience, ou à défaut sont âgés d’au minimum 35 ans avec 10 ans d’expérience,.
Les 126 premiers intronisés, en 1996 et 1997, ont été choisis par Dave Meltzer. Depuis, chaque intronisé est élu par un collège d'environ 200 spécialistes sélectionnés par Meltzer composés de catcheurs en activité ou à la retraite, de journalistes spécialisés et d’historiens du catch.
Ils sont eux-mêmes regroupés en « région » selon leurs connaissances et ne votent que pour les candidats appartenant à leur « région ». Ces « régions » sont les suivantes : États-Unis et Canada moderne (candidats des 30 années précédentes) ; États-Unis et Canada historique (candidats antérieurs à 30 ans) ; Mexique ; Japon ; Europe et « autre » (principalement Australie, Nouvelle-Zélande et Porto Rico).
Chaque année, Dave Meltzer leur soumet une liste de noms plébiscités par les lecteurs de la Wrestling Observer Newsletter. Si un nom reçoit 60 % ou plus des votes du collège d’experts de sa « région », il est intronisé ; entre 10 et 60 % des votes de sa « région », son nom sera à nouveau proposé l’année suivante ; moins de 10 % des votes de sa « région », son nom est retiré mais il peut être réintroduit au minimum deux ans plus tard si sa carrière a avancé de manière significative dans ce laps de temps ou si les lecteurs de la Wrestling Observer Newsletter présentent de nouveaux arguments pertinents en sa faveur. Chaque votant ne peut se prononcer que pour dix noms au maximum.
De par ce système, le nombre d’intronisés chaque année varie grandement et pourrait même être nul. Les résultats des votes sont dévoilés chaque mois de septembre dans les pages de la Wrestling Observer Newsletter accompagnés de la biographie détaillée de chacun des nouveaux intronisés.

## Le cas Chris Benoit
Chris Benoit, intronisé en 2003, a vu son admission remise en cause après qu’il a tué sa femme et son fils avant de se donner la mort en 2007. Beaucoup de lecteurs de la Wrestling Observer Newsletter ont exprimé leur souhait que lui soit retiré l’honneur du Hall of Fame. Devant cet émoi, il a été procédé à un vote exceptionnel en 2008, le nom de Chris Benoit serait retiré de la liste des membres si cette proposition recevait 60 % des votes. Finalement, elle a recueilli 53,60 % des votes et Benoit reste donc membre de ce Hall of Fame.

## Liste des membres[5]
| #   | Année d’intronisation | Nom (de scène)                                                         | Vrai Nom                                            | Catégorie(s)                         | Remarques |
| --- | --------------------- | ---------------------------------------------------------------------- | --------------------------------------------------- | ------------------------------------ | --- |
| 1   | 1996                  | Abdullah the Butcher                                                   | Lawrence Shreve                                     | Catcheur                             | Pionnier du catch hardcore. Légende au Japon et à Porto Rico. |
| 2   | 1996                  | Perro Aguayo                                                           | Pedro Damián                                        | Catcheur                             | Star de l’UWA et de la AAA. Célèbre rival de El Santo. |
| 3   | 1996                  | André The Giant                                                        | André Roussimoff                                    | Catcheur                             | Attraction majeure de par le monde grâce à sa taille. Célèbre rival de Hulk Hogan. |
| 4   | 1996                  | Bert Assirati                                                          | Bartolomeo Esserati                                 | Catcheur                             | Célèbre au Royaume-Uni pour ses tours de force. |
| 5   | 1996                  | Giant Baba                                                             | Shōhei Baba                                         | Catcheur Promoteur Booker Entraîneur | Fondateur et star de la AJPW. Légende absolue au Japon. |
| 6   | 1996                  | Jim Barnett                                                            | James Barnett                                       | Promoteur Booker                     | Fondateur de la WCW (Australie) et promoteur de GCW. Conseiller influent auprès de Vince McMahon et Ted Turner. |
| 7   | 1996                  | Wild Red Berry                                                         | Ralph Berry                                         | Catcheur Manager                     | Pionnier des poids moyens dans le Sud des États-Unis. Célèbre manager,. |
| 8   | 1996                  | The Destroyer                                                          | Richard Beyer                                       | Catcheur                             | Champion AWA. Star en Californie, au Minnesota et au Japon. |
| 9   | 1996                  | Freddie Blassie                                                        | Frederick Blassmann                                 | Catcheur Manager                     | Star de la WWA et au Japon. Célèbre manager à la WWF,. |
| 10  | 1996                  | Blue Demon                                                             | Alejandro Muñoz                                     | Catcheur                             | Légende mexicaine sur le ring et au cinéma. Célèbre rival de El Santo. |
| 11  | 1996                  | Nick Bockwinkel                                                        | Nicholas Bockwinkel                                 | Catcheur                             | Champion AWA. Célèbre rival de Verne Gagne et Hulk Hogan,. |
| 12  | 1996                  | Paul Boesch                                                            | Paul Boesch                                         | Promoteur Booker Commentateur        | Promoteur et commentateur de Houston Wrestling pendant l’âge d’or. |
| 13  | 1996                  | Bobo Brazil                                                            | Houston Harris                                      | Catcheur                             | Une des premières stars afro-américaines. Célèbre rival de The Sheik. |
| 14  | 1996                  | Jack Brisco                                                            | Freddie Brisco                                      | Catcheur                             | Champion NWA. Considéré comme l’un des meilleurs catcheurs de sa génération,. |
| 15  | 1996                  | Bruiser Brody                                                          | Frank Goodish                                       | Catcheur                             | Pionnier du style bagarreur. Légende à Porto Rico. |
| 16  | 1996                  | Mildred Burke                                                          | Mildred Bliss                                       | Catcheuse Promoteur                  | Une des premières stars féminines. A contribué à populariser le catch féminin aux États-Unis et fondé la WWWA. |
| 17  | 1996                  | El Canek                                                               | Inconnu                                             | Catcheur                             | Star de l’UWA. Célèbre rival de Mil Mascaras. |
| 18  | 1996                  | Negro Casas                                                            | José Ruiz                                           | Catcheur                             | Star de la CMLL/EMLL. Célèbre rival de El Hijo del Santo. |
| 19  | 1996                  | Riki Chōshū                                                            | Mitsuo Yoshida                                      | Catcheur Booker                      | Champion IWGP et booker de la NJPW dans les années 1990-2000,. |
| 20  | 1996                  | Jim Cornette                                                           | James Cornette                                      | Manager Promoteur Booker             | Célèbre manager et booker aux États-Unis. Fondateur de la SMW (Kentucky et Tennessee). |
| 21  | 1996                  | The Crusher                                                            | Reginald Lisowski                                   | Catcheur                             | Multiple fois champion AWA. Légende au Minnesota,. |
| 22  | 1996                  | Ted DiBiase (Sr.)                                                      | Theodore DiBiase, Sr.                               | Catcheur Manager                     | Star de Mid South et WWF, puis manager. |
| 23  | 1996                  | Dick The Bruiser                                                       | William Afflis                                      | Catcheur Promoteur                   | Légende dans le Michigan. Copromoteur de la WWA en Californie. |
| 24  | 1996                  | Alfonso Dantés                                                         | José Luis Amezcua Díaz                              | Catcheur                             | Star et multiple fois champion au Mexique,. |
| 25  | 1996                  | Famille Dusek (Ernie, Emil, Rudy, Joe, Wally & Frank)                  | Famille Hason & Santen                              | Catcheurs Promoteurs                 | Stars partout aux États-Unis, notamment New York et le Nebraska,. |
| 26  | 1996                  | Dynamite Kid                                                           | Thomas Billington                                   | Catcheur                             | Pionnier des poids mi-lourds. Célèbre rival de Tiger Mask,. |
| 27  | 1996                  | The Fabulous Kangaroos (Al Costello & Roy Heffernan & Don Kent)        | Giacomo Costa & Laurence Heffernan & Leo Smith, Jr. | Catcheurs (équipe)                   | Ont contribué à populariser le catch par équipes. Anciens champions par équipes à travers le monde,. |
| 28  | 1996                  | Jackie Fargo                                                           | Henry Faggart                                       | Catcheur                             | Légende dans le Tennessee. Pionnier du style bagarreur. |
| 29  | 1996                  | Ric Flair                                                              | Richard Fliehr                                      | Catcheur                             | Multiple fois champion NWA, WWF et WCW. Légende en Caroline du Nord,. |
| 30  | 1996                  | Tatsumi Fujinami                                                       | Tatsumi Fujinami                                    | Catcheur                             | Star de la NJPW. Champion IWGP et NWA,. |
| 31  | 1996                  | Dory Funk                                                              | Dorrance Funk                                       | Catcheur Promoteur                   | Star au Texas. Promoteur du territoire d’Amarillo,. |
| 32  | 1996                  | Dory Funk, Jr.                                                         | Dorrance Funk, Jr.                                  | Catcheur Entraîneur                  | Champion NWA. À entraîné nombres de futures stars,. |
| 33  | 1996                  | Terry Funk                                                             | Terrence Funk                                       | Catcheur                             | Champion NWA. Légende du catch hardcore au Japon et à la ECW. |
| 34  | 1996                  | Verne Gagne                                                            | Verne Gagne                                         | Catcheur Promoteur Booker Entraîneur | Fondateur et multiple fois champion AWA. À entraîné nombres de futures stars. |
| 35  | 1996                  | Cavernario Galindo                                                     | Rodolfo Ramirez                                     | Catcheur                             | Star de la EMLL et acteur. |
| 36  | 1996                  | Ed Don George                                                          | Edward George                                       | Catcheur                             | Champion NWA. |
| 37  | 1996                  | Gorgeous George                                                        | George Wagner                                       | Catcheur                             | Star en Californie, New York et Toronto. Premier catcheur médiatisé par la télévision,. |
| 38  | 1996                  | Frank Gotch                                                            | Frank Gotch                                         | Catcheur                             | Champion du Monde. Célèbre rival de George Hackenschmidt. |
| 39  | 1996                  | Karl Gotch                                                             | Karl Istaz                                          | Catcheur Entraîneur                  | A contribué à populariser le style « Strong Style » japonais. À entraîné nombres de futures stars japonaises,. |
| 40  | 1996                  | Superstar Billy Graham                                                 | Wayne Coleman                                       | Catcheur                             | Champion WWF. A inspiré par son style nombre de futures stars. |
| 41  | 1996                  | Eddie Graham                                                           | Edward Gossett                                      | Catcheur Promoteur                   | Promoteur de Championship Wrestling from Florida pendant l’âge d’or. Star en équipe sur la côte Est des États-Unis. |
| 42  | 1996                  | René Guajardo                                                          | Manuel Mejorado                                     | Catcheur                             | Star de la EMLL puis de l’UWA. |
| 43  | 1996                  | Gory Guerrero                                                          | Salvador Quesada                                    | Catcheur                             | Star de la EMLL. A inventé un certain nombre de prises populaires aujourd’hui. |
| 44  | 1996                  | George Hackenschmidt                                                   | Georg Hackenschmidt                                 | Catcheur                             | Champion du Monde. Célèbre rival de Frank Gotch,. |
| 45  | 1996                  | Stan Hansen                                                            | John Hansen, Jr.                                    | Catcheur                             | Multiple fois champion AJPW et AWA. Un des catcheurs étrangers ayant eu le plus de succès au Japon,. |
| 46  | 1996                  | Bret Hart                                                              | Bret Hart                                           | Catcheur                             | Champion WWF et WCW. Légende au Canada,. |
| 47  | 1996                  | Stu Hart                                                               | Stewart Hart                                        | Catcheur Promoteur Entraîneur        | Fondateur de la Stampede Wrestling. À entraîné nombres de futures stars. Légende au Canada,. |
| 48  | 1996                  | Bobby Heenan                                                           | Raymond Heenan                                      | Manager Commentateur                 | Célèbre manager à la WWF et AWA. Commentateur à la WWF et WCW,. |
| 49  | 1996                  | Danny Hodge                                                            | Daniel Hodge                                        | Catcheur                             | Légende en Oklahoma. Considéré comme l’un des meilleurs catcheurs de sa génération,. |
| 50  | 1996                  | Hulk Hogan                                                             | Terrence Bollea                                     | Catcheur                             | Multiple fois champion WWF et WCW. Attraction majeure aux États-Unis dans les années 1980,. |
| 51  | 1996                  | Antonio Inoki                                                          | Kanji Inoki                                         | Catcheur Promoteur Booker            | Fondateur et star de la NJPW. Homme politique et légende absolue au Japon,. |
| 52  | 1996                  | Rayo de Jalisco, Sr.                                                   | Máximino Moreno                                     | Catcheur                             | Célèbre rival de Blue Demon et acteur. Légende à Jalisco,. |
| 53  | 1996                  | Tom Jenkins                                                            | Thomas Jenkins                                      | Catcheur                             | Multiple fois champion des États-Unis,. |
| 54  | 1996                  | Don Leo Jonathan                                                       | Donald Heaton                                       | Catcheur                             | Star au Canada. Célèbre rival de André The Giant. |
| 55  | 1996                  | Gene Kiniski                                                           | Eugene Kiniski                                      | Catcheur Promoteur                   | Champion NWA et AWA. Star à Toronto et Montréal. Promoteur à Vancouver,. |
| 56  | 1996                  | Fred Kohler                                                            | Frederick Koch                                      | Promoteur                            | Ancien président de la NWA. Promoteur à Chicago. |
| 57  | 1996                  | Killer Kowalski                                                        | Wladek Kowalski                                     | Catcheur Entraîneur                  | Célèbre heel de par le monde. À entraîné nombres de futures stars,. |
| 58  | 1996                  | Big Cat Ernie Ladd                                                     | Ernest Ladd                                         | Catcheur                             | Star de la WWA (Los Angeles), WWWF (New York) et Mid South (La Nouvelle-Orléans),. |
| 59  | 1996                  | Dick Lane                                                              | Richard Lane                                        | Commentateur                         | Fut longtemps commentateur à Los Angeles,. |
| 60  | 1996                  | Jerry The King Lawler                                                  | Jerome Lawler                                       | Catcheur Promoteur                   | Légende à Memphis. Copromoteur de la CWA et USWA (Tennessee),. |
| 61  | 1996                  | Ed Strangler Lewis                                                     | Robert Friedrich                                    | Catcheur                             | Ancien champion du Monde. Membre du Gold Dust Trio. |
| 62  | 1996                  | Jim Londos                                                             | Christos Theofilou                                  | Catcheur                             | Ancien champion du Monde. Légende en Grèce. Attraction majeure aux États-Unis dans les années 1920-1930,. |
| 63  | 1996                  | Salvador Lutteroth                                                     | Salvador González                                   | Promoteur Booker                     | Fondateur de la EMLL/CMLL. A importé le catch au Mexique. |
| 64  | 1996                  | Akira Maeda                                                            | Akira Maeda                                         | Catcheur Promoteur Booker            | Star de la NJPW. Fondateur de UWF et RINGS. Pionnier du MMA au Japon,. |
| 65  | 1996                  | Devil Masami                                                           | Masami Yoshida                                      | Catcheuse Entraîneuse                | Star de AJW et GAEA. À entraîné nombres de futures stars féminines. |
| 66  | 1996                  | Mil Máscaras                                                           | Aaron Arellano                                      | Catcheur                             | Premier luchador à obtenir un succès international. A importé des prises de voltige au Japon,. |
| 67  | 1996                  | Dump Matsumoto                                                         | Kaoru Matsumoto                                     | Catcheuse                            | Star de la AJW et actrice. Célèbre rivale des Crush Gals. |
| 68  | 1996                  | Earl McCready                                                          | Earl McCready                                       | Catcheur                             | Star au Canada. Considéré comme l’un des meilleurs catcheurs de sa génération,. |
| 69  | 1996                  | Leroy McGuirk                                                          | Leroy McGuirk                                       | Catcheur Promoteur                   | Champion poids mi-lourds. Promoteur de Tri-State Wrestling (Oklahoma, Louisiane, Arkansas et Mississippi),. |
| 70  | 1996                  | Vince McMahon, Sr.                                                     | Vincent McMahon, Sr.                                | Promoteur Booker                     | Promoteur à New York et sur la côte Nord-Est des États-Unis. Fondateur de la WWWF/WWF/WWE. |
| 71  | 1996                  | Vince McMahon, Jr.                                                     | Vincent McMahon, Jr.                                | Promoteur Booker                     | Promoteur de la WWF/WWE. Promoteur le plus couronné de succès de l’Histoire,. |
| 72  | 1996                  | Danny McShain                                                          | Daniel McShain                                      | Catcheur                             | Star au Texas et dans tout le Sud des États-Unis,. |
| 73  | 1996                  | Ray Mendoza                                                            | José Velazquez                                      | Catcheur                             | Star de la EMLL et acteur. |
| 74  | 1996                  | Mitsuharu Misawa                                                       | Mitsuharu Misawa                                    | Catcheur Promoteur                   | Légende et ancien président de la AJPW. Fondateur de NOAH. Considéré comme l’un des meilleurs catcheurs de sa génération. |
| 75  | 1996                  | Toots Mondt                                                            | Joseph Mondt                                        | Booker Promoteur                     | Membre du Gold Dust Trio. A révolutionné la manière de promouvoir le catch. Cofondateur de la WWWF,. |
| 76  | 1996                  | Sam Muchnick                                                           | Samuel Muchnick                                     | Promoteur                            | Ancien président de la NWA. Promoteur de St. Louis Wrestling pendant l'âge d'or,. |
| 77  | 1996                  | Bronko Nagurski                                                        | Bronislau Nagurski                                  | Catcheur                             | Champion du Monde. Star nationale grâce à sa carrière dans le football américain,. |
| 78  | 1996                  | Pat O’Connor                                                           | Patrick O’Connor                                    | Catcheur                             | Champion NWA. Célèbre rival de Buddy Rogers. |
| 79  | 1996                  | Kintaro Ohki                                                           | Kintarō Ōki                                         | Catcheur                             | Star de la JWA. Légende en Corée du Sud. |
| 80  | 1996                  | Atsushi Onita                                                          | Atsushi Ōnita                                       | Catcheur Promoteur Booker            | Fondateur et star de la FMW, ancien homme politique. A contribué à populariser le catch hardcore au Japon,. |
| 81  | 1996                  | Pat Patterson                                                          | Pierre Clermont                                     | Catcheur Booker                      | Star au Canada et en Californie. Booker à la WWF dans les années 1980-1990. |
| 82  | 1996                  | Antonio Peña                                                           | Antonio Peñaloza Herrada                            | Promoteur Booker                     | Fondateur de la AAA. Booker à la CMLL dans les années 1980. |
| 83  | 1996                  | John Pesek                                                             | John Pesek                                          | Catcheur                             | Star en Australie et Nouvelle-Zélande. Célèbre rival de Joe Stecher. |
| 84  | 1996                  | Roddy Piper                                                            | Roderick Toombs                                     | Catcheur                             | Star de la WWF, WCW et acteur. Célèbre rival de Hulk Hogan,. |
| 85  | 1996                  | Harley Race                                                            | Harley Race                                         | Catcheur                             | Multiple fois champion NWA. Star dans tous les États-Unis,. |
| 86  | 1996                  | Dusty Rhodes                                                           | Virgil Runnels, Jr.                                 | Catcheur Booker                      | Multiple fois champion NWA et star en Floride. Booker dans de nombreuses promotions,. |
| 87  | 1996                  | Rikidōzan                                                              | Mitsuhiro Momota                                    | Catcheur Promoteur Entraîneur        | Fondateur et star de la JWA. A contribué à populariser le catch au Japon. Légende absolue au Japon,. |
| 88  | 1996                  | Road Warriors                                                          | Michael Hegstrand et Joseph Laurinaitis             | Catcheurs (équipe)                   | Multiple fois champions par équipe à travers le monde. Ont inspiré nombre de futures stars,. |
| 89  | 1996                  | Yvon Robert                                                            | Yvon Robert                                         | Catcheur                             | Champion NWA. Légende au Québec,. |
| 90  | 1996                  | Billy Robinson                                                         | William Robinson                                    | Catcheur Entraîneur                  | Star de l’AWA et au Japon. Pionnier du MMA au Japon,. |
| 91  | 1996                  | Antonino Rocca                                                         | Antonino Biasetton                                  | Catcheur                             | Star de la WWWF. Pionnier du style voltigeur aux États-Unis. Légende dans les communautés italo-américaine et hispanique de New York,. |
| 92  | 1996                  | Buddy Rogers                                                           | Herman Rohde                                        | Catcheur                             | Champion NWA et WWWF. A inspiré nombre de futures stars,. |
| 93  | 1996                  | Lance Russell                                                          | Lance Russell                                       | Commentateur                         | Fut longtemps commentateur de la CWA et USWA à Memphis. |
| 94  | 1996                  | Bruno Sammartino                                                       | Bruno Sammartino                                    | Catcheur                             | Multiple fois champion WWWF. Légende dans la communauté italo-américaine de New York,. |
| 95  | 1996                  | Billy Sandow                                                           | Wilhelm Baumann                                     | Promoteur Manager                    | Membre du Gold Dust Trio. A révolutionné la manière de promouvoir le catch. Manager de Ed The Strangler Lewis. |
| 96  | 1996                  | El Santo                                                               | Rodolfo Huerta                                      | Catcheur                             | Légende absolue au Mexique sur le ring et au cinéma. A contribué à populariser le catch au Mexique,. |
| 97  | 1996                  | Jackie Sato                                                            | Naoko Satō                                          | Catcheuse                            | Star de la AJW, idole J-pop et actrice. Membre du Beauty Pair. Fondatrice de JWP. |
| 98  | 1996                  | Macho Man Randy Savage                                                 | Randall Poffo                                       | Catcheur                             | Champion WWF et WCW. Célèbre rival de Hulk Hogan,. |
| 99  | 1996                  | The Sheik                                                              | Edward Farhat                                       | Catcheur Promoteur                   | Pionnier du catch hardcore. Promoteur de BTW (Détroit et Toronto),. |
| 100 | 1996                  | Hisashi Shinma                                                         | Hisashi Shinma                                      | Promoteur Booker                     | Booker et codirigeant de la NJPW. Cofondateur de l’UWF. |
| 101 | 1996                  | Dara Singh                                                             | Dara Randhawa                                       | Catcheur                             | Légende absolue en Inde et acteur,. |
| 102 | 1996                  | Gordon Solie                                                           | Jonard Labiak                                       | Commentateur                         | Fut longtemps commentateur en Floride, Géorgie et à la WCW,. |
| 103 | 1996                  | El Solitario                                                           | Roberto Cruz                                        | Catcheur                             | Star de la EMLL et UWA. |
| 104 | 1996                  | Ricky The Dragon Steamboat                                             | Richard Blood                                       | Catcheur                             | Star de la WCW et WWF. Célèbre rival de Ric Flair,. |
| 105 | 1996                  | Joe Stecher                                                            | Joseph Stecher                                      | Catcheur                             | Multiple fois champion du Monde. Célèbre rival de Ed Lewis. |
| 106 | 1996                  | Tony Stecher                                                           | Anton Stecher                                       | Promoteur Catcheur Manager           | Promoteur à Minneapolis et cofondateur de la NWA et AWA. Manager de Tony Stecher,. |
| 107 | 1996                  | Ray Steele                                                             | Peter Sauer                                         | Catcheur                             | Champion du Monde,. |
| 108 | 1996                  | Ray The Crippler Stevens                                               | Carl Stevens                                        | Catcheur                             | Star en Californie. A inspiré nombre de futures stars. |
| 109 | 1996                  | Nobuhiko Takada                                                        | Nobuhiko Takada                                     | Catcheur Promoteur                   | Champion IWGP. Fondateur de l’UWFi. Pionnier du MMA au Japon,. |
| 110 | 1996                  | Genichiro Tenryu                                                       | Genichiro Shimada                                   | Catcheur                             | Champion AJPW et IWGP. |
| 111 | 1996                  | Lou Thesz                                                              | Aloysius Thesz                                      | Catcheur                             | Multiple fois champion NWA. Considéré comme l’un des meilleurs catcheurs de sa génération,. |
| 112 | 1996                  | Tiger Mask (original)                                                  | Satoru Sayama                                       | Catcheur                             | Star de la NJPW. Pionnier des pois mi-lourds. Célèbre rival de Dynamite Kid,. |
| 113 | 1996                  | Jumbo Tsuruta                                                          | Tomomi Tsuruta                                      | Catcheur                             | Star de l’AJPW. Premier champion Triple Crown de l’histoire,. |
| 114 | 1996                  | Frank Tunney                                                           | Francis Tunney                                      | Promoteur                            | Promoteur de Maple Leaf Wrestling (Toronto). Président de la NWA,. |
| 115 | 1996                  | Mad Dog Vachon                                                         | Maurice Vachon                                      | Catcheur                             | Champion AWA. Légende au Québec. |
| 116 | 1996                  | Big Van Vader                                                          | Leon White                                          | Catcheur                             | Multiple fois Champion IWGP, AJPW et WCW. Star au Japon,. |
| 117 | 1996                  | Johnny Valentine                                                       | Jonathan Wisniski                                   | Catcheur                             | Star dans nombres de promotions différentes à travers le monde,. |
| 118 | 1996                  | Fritz Von Erich                                                        | Jack Adkisson                                       | Promoteur Booker Catcheur            | Fondateur de la WCCW (Texas). Président de la NWA. Champion AWA,. |
| 119 | 1996                  | Whipper Billy Watson                                                   | William Potts                                       | Catcheur                             | Champion du Monde. Légende à Toronto,. |
| 120 | 1996                  | Bill Watts                                                             | William Watts                                       | Promoteur Booker Catcheur            | Promoteur de l’UWF/Mid South (Oklahoma, Louisiane, Arkansas, Mississippi et Texas). Star dans les années 1960,. |
| 121 | 1996                  | Jaguar Yokota                                                          | Rimi Yokota                                         | Catcheuse Entraîneuse                | Star de l’AJW. À entraîné nombres de futures stars,. |
| 122 | 1996                  | Stanislaus Zbyszko                                                     | Stanislaw Cyganiewicz                               | Catcheur Entraîneur                  | Champion du Monde. Célèbre rival de Frank Gotch et du Grand Gama. À entraîné nombres de futures stars,. |
| 123 | 1997                  | Edouard Carpentier                                                     | Edouard Wiercowicz                                  | Catcheur                             | Champion NWA (contesté). Premier champion AWA. Pionnier du style voltigeur aux États-Unis. Légende à Montréal,. |
| 124 | 1997                  | El Hijo del Santo                                                      | Jorge Guzmán                                        | Catcheur                             | Star de la CMLL/EMLL et AAA. Attraction majeure au Mexique dans les années 1990. |
| 125 | 1997                  | Toshiaki Kawada                                                        | Toshiaki Kawada                                     | Catcheur                             | Multiple fois champion AJPW. Célèbre rival de Mitsuharu Misawa et Kenta Kobashi,. |
| 126 | 1997                  | Jimmy Lennon                                                           | James Lennon, Sr.                                   | Annonceur                            | Fut longtemps speaker du ring à Los Angeles. Devint aussi célèbre que les catcheurs et boxeurs qu’il présentait,. |
| 127 | 1997                  | William Muldoon                                                        | William Muldoon                                     | Catcheur                             | Premier champion du Monde. Pionnier du catch aux États-Unis,. |
| 128 | 1997                  | Chigusa Nagayo                                                         | Chigusa Nagayo                                      | Catcheuse Promoteur                  | Star de l’AJW. Membre des Crush Gals et idole J-pop. Fondatrice de GAEA,. |
| 129 | 1998                  | Dos Caras                                                              | José Arellano                                       | Catcheur                             | Star de l’UWA et EMLL. |
| 130 | 1999                  | Lioness Asuka                                                          | Tomoko Kitamura                                     | Catcheuse                            | Star de l’AJW. Membre des Crush Gals et idole J-pop,. |
| 131 | 1999                  | Jushin Thunder Liger                                                   | Keiichi Yamada                                      | Catcheur                             | Star de la NJPW. À inventé un certain nombre de prises populaires aujourd’hui,. |
| 132 | 1999                  | Keiji Mutoh                                                            | Keiji Mutoh                                         | Catcheur Promoteur Booker            | Multiple fois champion AJPW et IWGP. Membre des Trois Mousquetaires de la NJPW. Promoteur de la AJPW dans les années 2000. A influencé nombres de futures stars,. |
| 133 | 1999                  | Jim Ross                                                               | James Ross                                          | Commentateur                         | Commentateur à l’UWF/Mid South, WCW et WWF/WWE. Considéré comme l’un des meilleurs commentateurs de sa génération,. |
| 134 | 2000                  | Stone Cold Steve Austin                                                | Stephen Williams                                    | Catcheur                             | Multiple fois champion WWF. Attraction majeure aux États-Unis dans les années 1990,. |
| 135 | 2000                  | Mick Foley                                                             | Michael Foley                                       | Catcheur                             | Multiple fois champion WWF. Star du catch hardcore au Japon,. |
| 136 | 2000                  | Shinya Hashimoto                                                       | Shinya Hashimoto                                    | Catcheur                             | Champion AJPW et IWGP. Membre des Trois Mousquetaires de la NJPW,. |
| 137 | 2000                  | Akira Hokuto                                                           | Hisako Sasaki                                       | Catcheuse                            | Star de AJW et GAEA,. |
| 138 | 2000                  | Wild Bill Longson                                                      | Willard Longson                                     | Catcheur Booker                      | Champion du Monde. Fut une des premières stars de la NWA. Booker de St. Louis Wrestling dans les années 1950-1970,. |
| 139 | 2000                  | Frank Sexton                                                           | Frank Sexton                                        | Catcheur                             | Star à Boston. Fut une des premières stars de la NWA. |
| 140 | 2000                  | Sandor Szabo                                                           | Sandor Szabo                                        | Catcheur                             | Star à New York et en Californie. |
| 141 | 2001                  | Black Shadow                                                           | Alejandro Cruz                                      | Catcheur                             | Star de la EMLL et légende au Mexique. Célèbre rival de El Santo,. |
| 142 | 2001                  | Diablo Velasco                                                         | Cuahutémoc Velasco Vargas                           | Entraîneur                           | A entraîné nombres de futures stars. |
| 143 | 2001                  | Lizmark                                                                | Inconnu                                             | Catcheur                             | Star de la EMLL/CMLL et AAA. À inventé un certain nombre de prises populaires aujourd’hui,. |
| 144 | 2001                  | Bull Nakano                                                            | Keiko Nakano                                        | Catcheuse                            | Championne à la AJW, CMLL et WWF,. |
| 145 | 2001                  | El Satánico                                                            | Daniel López                                        | Catcheur                             | Star de la EMLL/CMLL. Membre de Los Infernales. À entraîné nombres de futures stars,. |
| 146 | 2002                  | Farmer Burns                                                           | Martin Burns                                        | Catcheur Entraîneur                  | Pionnier du catch aux États-Unis. À entraîné nombres de futures stars,. |
| 147 | 2002                  | Jack Curley                                                            | Jack Curley                                         | Promoteur Booker                     | Promoteur à New York. A contribué à populariser le catch aux États-Unis. |
| 148 | 2002                  | Kenta Kobashi                                                          | Kenta Kobashi                                       | Catcheur                             | Multiple fois Champion AJPW et GHC. Célèbre rival de Mitsuharu Misawa. Considéré comme l'un des meilleurs catcheurs de sa génération,. |
| 149 | 2002                  | Wahoo McDaniel                                                         | Edward McDaniel                                     | Catcheur                             | Star de la NWA et AWA. Célèbre rival de Ric Flair et Johnny Valentine,. |
| 150 | 2002                  | Manami Toyota                                                          | Manami Toyota                                       | Catcheuse                            | Star de la All Japan Women's Pro Wresting et GAEA. Considéré comme l'une des meilleures catcheuses de sa génération,. |
| 151 | 2003                  | Chris Benoit                                                           | Christopher Benoit                                  | Catcheur                             | Champion WWE et WCW. Considéré comme l'un des meilleurs catcheurs de sa génération,. |
| 152 | 2003                  | Earl Caddock                                                           | Earl Caddock                                        | Catcheur                             | Champion du Monde. Célèbre rival de Joe Stecher. |
| 153 | 2003                  | Francisco Flores                                                       | Francisco Flores                                    | Promoteur Booker                     | Fondateur de l'UWA. |
| 154 | 2004                  | Shawn Michaels                                                         | Michael Hickenbottom                                | Catcheur                             | Champion WWF/WWE. Célèbre rival de Bret Hart. Considéré comme l'un des meilleurs catcheurs de sa génération,. |
| 155 | 2004                  | Kurt Angle                                                             | Kurt Angle                                          | Catcheur                             | Multiple fois champion WWF/WWE et TNA. Considéré comme l'un des meilleurs catcheurs de sa génération,. |
| 156 | 2004                  | Bob Backlund                                                           | Robert Backlund                                     | Catcheur                             | Champion WWWF/WWF et star de l'AWA,. |
| 157 | 2004                  | Masahiro Chono                                                         | Masahiro Chōno                                      | Catcheur Booker                      | Champion IWGP. Booker à la NJPW dans les années 2000. Membre des Trois Mousquetaires de la NJPW,. |
| 158 | 2004                  | Tarzán López                                                           | Carlos López                                        | Catcheur                             | Star de la EMLL,. |
| 159 | 2004                  | Kazushi Sakuraba                                                       | Kazushi Sakuraba                                    | Catcheur                             | Star de l'UWFi et de la NJPW. Reconverti en combattant de MMA à succès. |
| 160 | 2004                  | Último Dragón                                                          | Yoshihiro Asai                                      | Catcheur                             | Champion poids mi-lourds à travers le monde. A contribué à populariser le style voltigeur au Japon. À inventé un certain nombre de prises populaires aujourd’hui. |
| 161 | 2004                  | The Undertaker                                                         | Mark Calaway                                        | Catcheur                             | Multiple fois champion WWF/WWE,. |
| 162 | 2005                  | The Fabulous Freebirds (Michael PS Hayes, Terry Gordy & Buddy Roberts) | Michael Seitz, Terrance Gordy & Dale Hey            | Catcheurs (équipe)                   | Champions par équipe à la WCCW et WCW. Célèbres rivaux des Von Erich. Ont inspiré nombre de futures stars,. |
| 163 | 2005                  | Paul Heyman                                                            | Paul Heyman                                         | Promoteur Booker                     | Promoteur et booker de l’ECW. Il a eu une forte influence sur l’industrie de son époque. Booker à la WWE dans les années 2000,. |
| 164 | 2005                  | Triple H                                                               | Paul Levesque                                       | Catcheur                             | Multiple fois champion WWF/WWE. |
| 165 | 2006                  | Paul Bowser                                                            | Paul Bowser                                         | Promoteur Booker                     | Promoteur à Boston. Il a eu une forte influence sur l’industrie de son époque. |
| 166 | 2006                  | Eddie Guerrero                                                         | Eduardo Guerrero                                    | Catcheur                             | Champion WWE. Star de la AAA,. |
| 167 | 2006                  | Hiroshi Hase                                                           | Hiroshi Hase                                        | Catcheur                             | Star de la NJPW et AJPW et homme politique. Célèbre rival de Keiji Mutoh,. |
| 168 | 2006                  | Masakatsu Funaki                                                       | Masaharu Funaki                                     | Catcheur Promoteur                   | Star de la NJPW. Cofondateur de Pancrace et pionnier du MMA au Japon. Considéré comme l’un des meilleurs combattants de MMA de sa génération. |
| 169 | 2006                  | Aja Kong                                                               | Erika Shishido                                      | Catcheuse                            | Star de l’AJW,. |
| 170 | 2007                  | The Rock                                                               | Dwayne Johnson                                      | Catcheur                             | Multiple fois champion WWF/WWE et acteur. Attraction majeure aux États-Unis dans les années 2000,. |
| 171 | 2007                  | Evan Strangler Lewis                                                   | Evan Lewis                                          | Catcheur                             | Pionnier du catch. Premier champion unifié des États-Unis de l’Histoire. À inventé un certain nombre de prises populaires aujourd’hui,. |
| 172 | 2007                  | Tom Packs                                                              | Thomas Packs                                        | Promoteur                            | Promoteur à St. Louis et dans les États centraux américains. |
| 173 | 2008                  | Paco Alonso                                                            | Francisco Lutteroth                                 | Promoteur Booker                     | Promoteur de la EMLL/CMLL,. |
| 174 | 2008                  | Martín Karadagian                                                      | Martín Karadagiyan                                  | Catcheur Promoteur                   | Légende en Argentine et acteur. Promoteur de Los Titanes en el Ring,. |
| 175 | 2009                  | Konnan                                                                 | Charles Ashenoff                                    | Catcheur                             | Champion à la AAA et EMLL,. |
| 176 | 2009                  | Everett Marshall                                                       | Everett Marshall                                    | Catcheur                             | Champion du Monde,. |
| 177 | 2009                  | The Midnight Express (Bobby Eaton, Stan Lane & Dennis Condrey)         | Robert Eaton, Wallace Lane & Dennis Condrey         | Catcheurs (équipe)                   | Multiple fois champions par équipe Mid South, NWA et WCW. Ont inspiré nombres de futures stars,. |
| 178 | 2009                  | Bill Miller                                                            | William Miller                                      | Catcheur                             | Champion AWA et multi-champion régional,. |
| 179 | 2009                  | Masa Saito                                                             | Masanori Saito                                      | Catcheur                             | Champion AWA. Star de la NJPW et AJPW,. |
| 180 | 2009                  | Roy Shire                                                              | Roy Shropshire                                      | Promoteur Booker Catcheur            | Promoteur de Big Time Wrestling (San Francisco). Star dans le Sud-Est des États-Unis. |
| 181 | 2010                  | Chris Jericho                                                          | Christopher Irvine                                  | Catcheur                             | Multiple fois champion WWF/WWE,. |
| 182 | 2010                  | Rey Mysterio                                                           | Oscar Giutérrez                                     | Catcheur                             | Star de la WWE, WCW et AAA. A contribué à populariser le style voltigeur aux États-Unis,. |
| 183 | 2010                  | Wladek Zbyszko                                                         | Wladyslaw Cyganiewicz                               | Catcheur                             | Champion du Monde. |
| 184 | 2011                  | Dr. Death Steve Williams                                               | Steven Williams                                     | Catcheur                             | Champion AJPW et UWF,. |
| 185 | 2011                  | King Curtis Iaukea                                                     | Curtis Iaukea                                       | Catcheur                             | Légende en Australie et à Hawaï,. |
| 186 | 2011                  | Kent Walton                                                            | Kenneth Beckett                                     | Commentateur                         | Fut longtemps commentateur à la télévision britannique. Surnommé « The Voice of Wrestling » (« La Voix du Catch »). |
| 187 | 2012                  | Mick McManus                                                           | Michael Matthews                                    | Catcheur Booker                      | Légende au Royaume-Uni. |
| 188 | 2012                  | Dr. Alfonso Morales                                                    | Gilberto Morales                                    | Commentateur                         | Commentateur de longue date du catch et de la boxe à la télévision mexicaine. |
| 189 | 2012                  | John Cena                                                              | John Cena, Jr.                                      | Catcheur                             | Multiple fois champion WWE. Plus grosse star américaine des années 2000,. |
| 190 | 2012                  | Hans Schmidt                                                           | Guy LaRose                                          | Catcheur                             | Célèbre heel au Canada et aux États-Unis. |
| 191 | 2012                  | Lou Albano                                                             | Louis Albano                                        | Manager                              | Manager légendaire de l'histoire de la WWF. |
| 192 | 2012                  | Gus Sonnenberg                                                         | Gustave Sonnenberg                                  | Catcheur                             | Champion du Monde et joueur de football américain. Grosse attraction dans les années 1920. |
| 193 | 2013                  | Takashi Matsunaga                                                      | Takashi Matsunaga                                   | Promoteur                            | Fondateur et promoteur de la All Japan Women's Pro-Wrestling. |
| 194 | 2013                  | Henri Deglane                                                          | Henri Deglane                                       | Catcheur                             | Champion olympique de lutte et champion du Monde. Grosse attraction dans les années 1930. Il a contribué à populariser le catch à Paris et Montréal,. |
| 195 | 2013                  | Dr. Wagner                                                             | Manuel González                                     | Catcheur                             | Star de la EMLL et acteur. |
| 196 | 2013                  | Atlantis                                                               | Inconnu                                             | Catcheur                             | Star de la CMLL et multiple fois champion. |
| 197 | 2013                  | Kensuke Sasaki                                                         | Kensuke Sasaki                                      | Catcheur                             | Champion IWGP, Triple Crown et GHC. |
| 198 | 2013                  | Hiroshi Tanahashi                                                      | Hiroshi Tanahashi                                   | Catcheur                             | Multiple fois Champion IWGP. Plus grosse star japonaise des années 2000. |
| 199 | 2014                  | The Rock 'n' Roll Express (Ricky Morton et Robert Gibson)              | Richard Morton et Ruben Cubain                      | Catcheur (équipe)                    | Multiple fois Champion du monde par équipe de NWA, Champion par équipe de la SMW et Champion du monde par équipe de la USWA. |
| 200 | 2014                  | Ray Fabiani                                                            | Aurelio Fabiani                                     | Promoteur                            | Intronisé à titre posthume. Promoteur de la Philadelphie. |
| 201 | 2015                  | Brock Lesnar                                                           | Brock Lesnar                                        | Catcheur et MMA                      | Multiple fois Champion de la WWE, une fois Champion IWGP et une fois Champion du monde de l'UFC |
| 202 | 2015                  | Shinsuke Nakamura                                                      | Shinsuke Nakamura                                   | Catcheur                             | Multiple fois Champion IWGP, Champion Intercontinental IWGP et une fois Champion par équipe IWGP |
| 203 | 2015                  | Perro Aguayo Jr.                                                       | Pedro Aguayo                                        | Catcheur                             | Intronisé en titre Posthume. Une fois Mexican National Light Heavyweight Champion, multiple fois Mexican National Tag Team Champion, une fois CMLL World Trios Champion et multiple fois WWA Tag Team Champion. |
| 204 | 2015                  | The Assassins (Jody Hamilton et Tom Renesto)                           | Joseph Hamilton                                     | Catcheur (équipe)                    | Multiple fois champion par équipe des États-Unis de la NWA (Version Floride), champion par équipe de Géogie de la NWA, une fois champion du monde par équipe de la NWA (Version Vancouver) et une fois champion du monde par équipe de la NWA (Version Mid-America). |
| 205 | 2015                  | Ivan Koloff                                                            | Oreal Perras                                        | Catcheur                             | Multiple fois champion de Floride par équipe de la NWA, champion par équipe de Géorgie de la NWA, champion du monde de Mid-Atlantic de la NWA, champion de Mid-Atlantic Televion, champion par équipe des États-Unis de la NWA, champion du monde par équipe de la NWA (Vesrion Mid-Atlantic), une fois champion par équipe de la NWA (Mid-Atlantic) et une fois champion du monde poils lourd de la WWWF. |
| 206 | 2015                  | Carlos Colón                                                           | Carlos Colón                                        | Catcheur et Promoteur                | 26 fois WWC World/Universal Heavyweight Champion, multiple fois WWC Puerto Rico Heavyweight Champion, WWC North American Heavyweight Champion, WWC North America Tag Team Champion, WWC World Tag Team champion, WWC World Television champion, une fois NWA World Heavyweight Champion et WWC World Junior Heavyweight Champion.                                                                          |
| 207 | 2015                  | Eddie Quinn                                                            | Edmund Quinn                                        | Promoteur                            | Intronisé en titre Posthume. Promoteur de Montreal. |